# Nortonlåda
Nortonlåda, konstruktion av matningsväxellådan till metallsvarvar som möjliggör för svarvaren att med ett enkelt handgrepp förändra svarvens längdmatning/gängskärning. Längdmatningen styrs genom en uppsättning kugghjul med olika storlekar i svarvens växelhus. Nortonlådan fungerar som en växellåda för att man inte ska behöva byta kugghjul då man vill ändra längdmatning.